# Železna Reka
Železna Reka (makedonsky: Железна Река) je vesnice v Severní Makedonii. Nachází se v opštině Gostivar v Položském regionu.

## Geografie
Vesnice Železna Reka se nachází v oblasti Položská kotlina a leží 20 km od města Gostivar. Podle sčítání lidu z roku 1961 zde stálo 300 domů a žilo zde 584 obyvatel. V 60. letech 20. století započala migrační vlna do měst, která stále trvá. Současné obyvatelstvo je v drtivé většině starší 70 let. Železna Reka je mikroregion, který se skládá ze sedmi čtvrtí, které jsou od sebe vzdálené 500–1000 metrů. Od prvního domu k poslednímu je to 6 km. Nejnižší nadmořská výška je ve čtvrti Rekanci, kde činí 600 m n. m. a nejvyšší ve čtvrti Ralevci, kde je to 1250 m n. m. Každá ze čtvrtí má svůj vlastní kostel a hřbitov. V současné době probíhají pokusy o obnovení života ve vesnici. Místní škola byla přestavěna na horskou chatu a je zde centrum pro horolezce, kteří sem přijíždějí především z hlavního města Skopje. Plánováno je také otevření farem na výrobu bio produktů.

## Demografie
Podle sčítání lidu z roku 2021 žije ve vesnici 37 obyvatel, z nichž 34 se hlásí k makedonské národnosti.
| Rok          | 1900 | 1948 | 1953 | 1961 | 1971 | 1981 | 1991 | 1994 | 2002 | 2021 |
| ------------ | ---- | ---- | ---- | ---- | ---- | ---- | ---- | ---- | ---- | ---- |
| Obyvatelstvo | 560  | 499  | 555  | 584  | 617  | 422  | 210  | 198  | 98   | 37   |